# Villaminaya
Villaminaya è un comune spagnolo di 610 abitanti situato nella comunità autonoma di Castiglia-La Mancia.